# Purpuricenus foraminifer
Purpuricenus foraminifer är en skalbaggsart som beskrevs av Carlo Pesarini och Andrea Sabbadini 1997. Purpuricenus foraminifer ingår i släktet Purpuricenus och familjen långhorningar. Inga underarter finns listade i Catalogue of Life.